# Campeonato Espanhol de Xadrez

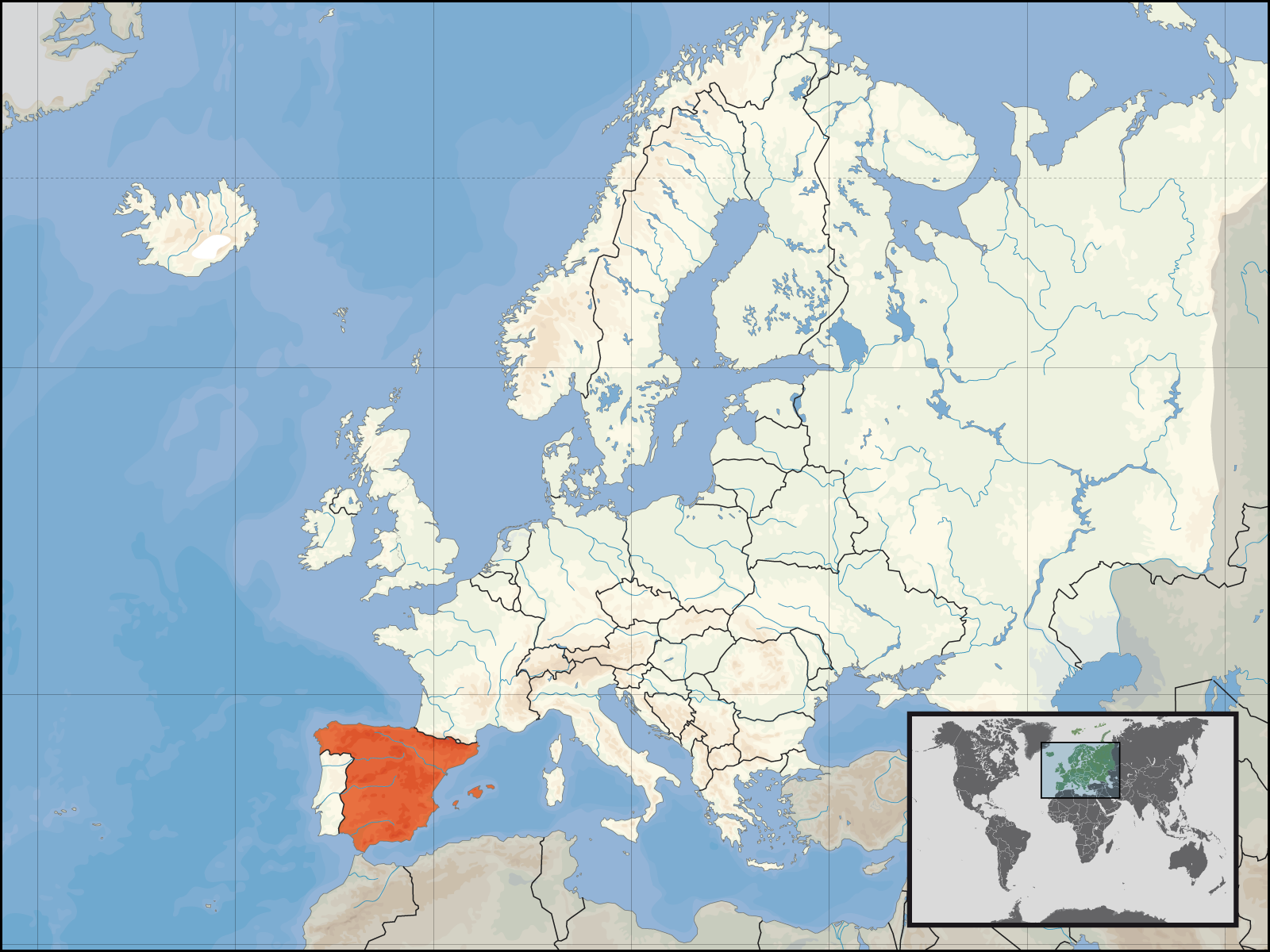
Campeonato Espanhol de Xadrez

O Campeonato Espanhol de Xadrez é realizado anualmente sob a organização da Federación Española de Ajedrez (FEDA), o órgão regulador do xadrez na Espanha, para determinar o campeão nacional do esporte na categoria masculina e feminina.

## Tabela de vencedores
| Ano  | Cidade                     | Vencedor                            | Cidade                | Vencedora                 |
| ---- | -------------------------- | ----------------------------------- | --------------------- | ------------------------- |
| 1902 | Madrid                     | Manuel Golmayo Torriente            |                       |                           |
| 1912 | Madrid                     | Manuel Golmayo Torriente            |                       |                           |
| 1921 | Madrid                     | Manuel Golmayo Torriente            |                       |                           |
| 1927 | honorary                   | Manuel Golmayo Torriente            |                       |                           |
| 1928 | Madrid                     | Manuel Golmayo Torriente            |                       |                           |
| 1929 | Barcelona                  | Ramón Rey Ardid                     |                       |                           |
| 1930 | Barcelona                  | Ramón Rey Ardid                     |                       |                           |
| 1932 | Valencia                   | Ramón Rey Ardid                     |                       |                           |
| 1933 | Valencia                   | Ramón Rey Ardid                     |                       |                           |
| 1935 | Zaragoza                   | Ramón Rey Ardid                     |                       |                           |
| 1942 | Barcelona                  | Ramón Rey Ardid                     |                       |                           |
| 1943 | Madrid                     | José Sanz Aguado                    |                       |                           |
| 1944 | Madrid                     | Antonio Medina                      |                       |                           |
| 1945 | Bilbao                     | Antonio Medina                      |                       |                           |
| 1946 | Santander                  | Arturo Pomar                        |                       |                           |
| 1947 | Valencia                   | Antonio Medina                      |                       |                           |
| 1948 | Murcia                     | Francisco José Pérez Pérez          |                       |                           |
| 1949 | Albacete                   | Antonio Medina                      |                       |                           |
| 1950 | San Sebastián              | Arturo Pomar                        | Madrid                | Gloria Velat              |
| 1951 | Barcelona                  | Román Torán Albero                  | Valencia              | Sofía Ruiz                |
| 1952 | Gijón                      | Antonio Medina                      |                       |                           |
| 1953 | Galicia                    | Román Torán Albero                  | Barcelona             | Pilar Cifuentes           |
| 1954 | Tarragona                  | Francisco José Pérez Pérez          |                       |                           |
| 1955 | Alcoy                      | Jesús María Diez del Corral         | Valencia              | Pilar Cifuentes           |
| 1956 | Barcelona                  | Jaime Lladó Lumbera                 |                       |                           |
| 1957 | Zaragoza                   | Arturo Pomar                        | Madrid                | Mª Luisa Gutierrez        |
| 1958 | Valencia                   | Arturo Pomar                        |                       |                           |
| 1959 | Tenerife                   | Arturo Pomar                        | Barcelona             | Mª Luisa Gutierrez        |
| 1960 | Lugo                       | Francisco José Pérez Pérez          |                       |                           |
| 1961 | Granada                    | Jaime Lladó Lumbera                 | Barcelona             | Pepita Ferrer             |
| 1962 | Málaga                     | Arturo Pomar                        |                       |                           |
| 1963 | Cádiz                      | Antonio Medina                      | Madrid                | Pepita Ferrer             |
| 1964 | Las Palmas                 | Antonio Medina                      |                       |                           |
| 1965 | Sevilla                    | Jesús María Diez del Corral         | Arenys de Mar         | Mª Luisa Gutierrez        |
| 1966 | Almería                    | Arturo Pomar                        |                       |                           |
| 1967 | Palma de Mallorca          | Ángel Fernández García              | Arenys de Mar         | Mª Luisa Gutierrez        |
| 1968 | Reus                       | Fernando Visier Segovia             |                       |                           |
| 1969 | Navalmoral                 | Juan Manuel Bellón López            | Santander             | Pepita Ferrer             |
| 1970 | Llaranes                   | Ernesto Palacios de Prida           |                       |                           |
| 1971 | Gijón                      | Juan Manuel Bellón López            | Candás                | Pepita Ferrer             |
| 1972 | Salamanca                  | Fernando Visier Segovia             | Vigo                  | Pepita Ferrer             |
| 1973 | Tenerife                   | Francisco Javier Sanz               | Gijón                 | Pepita Ferrer             |
| 1974 | Valencia                   | Juan Manuel Bellón López            | Zaragoza              | Pepita Ferrer             |
| 1975 | Benidorm                   | José Miguel Fraguela Gil            | Sevilla               | Nieves García             |
| 1976 | Ceuta                      | Ángel Martín González               | Alicante              | Pepita Ferrer             |
| 1977 | Can Picafort               | Juan Manuel Bellón López            | Zamora                | Nieves García             |
| 1978 | La Toja                    | Manuel Rivas Pastor                 | La Toja               | Nieves García             |
| 1979 | Torrevieja                 | Manuel Rivas Pastor                 | Vich                  | Julia Gallego             |
| 1980 | Lleida                     | Juan Mario Gómez                    | Reus                  | Mª Pino García Padrón     |
| 1981 | Sevilla                    | Manuel Rivas Pastor                 | Nerja                 | Nieves García             |
| 1982 | Cartagena                  | Juan Manuel Bellón López            | Córdoba               | Nieves García             |
| 1983 | Las Palmas                 | José García Padrón                  | Lleida                | Mª Pino García Padrón     |
| 1984 | Barcelona                  | Ángel Martín González               | La Roda               | Nieves García             |
| 1985 | Huesca                     | Jesús María de la Villa             | Logroño               | Mª Luisa Cuevas           |
| 1986 | La Roda                    | Ángel Martín González               | Benidorm              | Mª Luisa Cuevas           |
| 1987 | Salou                      | Alfonso Romero Holmes               | Bilbao                | Mª Luisa Cuevas           |
| 1988 | Alcanar                    | Jesús de la Villa García            | Coria del Río         | Mª Luisa Cuevas           |
| 1989 | Almería                    | José Luis Fernández García          | Alicante              | Mª Luisa Cuevas           |
| 1990 | Linares                    | Jordi Magem Badals                  | Benasque              | Beatriz Alfonso           |
| 1991 | Lleida                     | Manuel Rivas Pastor                 | Llanes                | Mª Luisa Cuevas           |
| 1992 | Madrid                     | Mario Gómez Esteban                 | San Fernando          | Nieves García             |
| 1993 | Linares-Bilbao             | Lluis Comas Fabregó                 | Valencia              | Nieves García             |
| 1994 | Cañete                     | Sergio Cacho Reigadas               | Sant Feliu de Guíxols | Mª Luisa Cuevas           |
| 1995 | Matalascañas               | Miguel Illescas                     | Vitoria               | Mónica Vilar              |
| 1996 | Zamora                     | Sergio Estremera Paños              | Vitoria               | Nieves García             |
| 1997 | Torrevieja                 | Pablo San Segundo Carrillo          | Empuria-Brava         | Mónica Calzetta           |
| 1998 | Linares                    | Miguel Illescas                     | Vera                  | Nieves García             |
| 1999 | Palencia                   | Miguel Illescas                     | Vera                  | Silvia Timón              |
| 2000 | Manresa                    | Ángel Martín González               | La Roda               | Mónica Calzetta           |
| 2001 | Manacor                    | Miguel Illescas                     | Vera                  | Yudania Hernández         |
| 2002 | Ayamonte                   | Alexei Shirov                       | Ayamonte              | Mónica Calzetta           |
| 2003 | Burgos                     | Oscar de la Riva Aguado             | Burgos                | Nieves García             |
| 2004 | Sevilla                    | Miguel Illescas                     | Sevilla               | Mónica Calzetta           |
| 2005 | Lorca                      | Miguel Illescas                     | Lorca                 | Mónica Calzetta           |
| 2006 | León                       | Francisco Vallejo Pons              | Salou                 | Patricia Llaneza          |
| 2007 | Ayamonte                   | Miguel Illescas                     | Socuéllamos           | Mónica Calzetta           |
| 2008 | Ceuta                      | David Lariño                        | Novetlè               | Sabrina Vega              |
| 2009 | Palma de Mallorca          | Francisco Vallejo Pons              | Almansa               | Mónica Calzetta           |
| 2010 | Tenerife                   | Miguel Illescas                     | Huelva                | Lucia Pascual Palomo      |
| 2011 | Arenal d'en Castell        | Alvar Alonso Rosell                 | Padron                | Yudania Hernández         |
| 2012 | Las Palmas de Gran Canaria | Julen Luis Arizmendi Martinez       | Salobreña             | Sabrina Vega Gutiérrez    |
| 2013 | Linares                    | Ivan Salgado Lopez                  | Linares               | Olga Alexandrova          |
| 2014 | Linares                    | Francisco Vallejo Pons              | Linares               | Olga Alexandrova          |
| 2015 | Linares                    | Francisco Vallejo Pons              | Linares               | Sabrina Vega Gutiérrez    |
| 2016 | Linares                    | Francisco Vallejo Pons              | Linares               | Ana Matnadze              |
| 2017 | Las Palmas de Gran Canaria | Ivan Salgado Lopez                  | Linares               | Sabrina Vega Gutierrez    |
| 2018 | Linares                    | Salvador Gabriel del Rio de Angelis | Linares               | Sabrina Vega Gutierrez    |
| 2019 | Marbella                   | Alexei Shirov                       | Marbella              | Sabrina Vega Gutiérrez    |
| 2020 | Linares                    | David Anton Guijarro                | Linares               | Sabrina Vega Gutierrez    |
| 2021 | Linares                    | Eduardo Patricio Iturrizaga Bonelli | Linares               | Sabrina Vega Gutierrez    |
| 2022 | Linares                    | Eduardo Patricio Iturrizaga Bonelli | Linares               | Marta Garcia Martin       |
| 2023 | Marbella                   | Eduardo Patricio Iturrizaga Bonelli | Marbella              | Sarasadat Khademalsharieh |
| 2024 | Marbella                   | Daniil Yuffa                        | Marbella              | Sabrina Vega Gutiérrez    |

## Campeonato Espanhol de Xadrez por Correspondência[1]
| #      | Anos      | Campeão                                       |
| ------ | --------- | --------------------------------------------- |
| I      | 1948-1951 | Santiago Martinez Mocete                      |
| II     | 1956-1958 | Miguel Albareda Creus                         |
| III    | 1963-1965 | Esteban Barrababe Menal                       |
| IV     | 1964-1966 | Jordi Werner Serrat                           |
| V      | 1965-1967 | Melchor Subirá Prat                           |
| VI     | 1966-1968 | Esteban Barrababe Menal                       |
| VII    | 1967-1969 | Jordi Werner Serrat                           |
| VIII   | 1968-1970 | Esteban Barrababe Menal - Felipe Moreno Ramos |
| IX     | 1971-1973 | Francisco Ballbe Anglada                      |
| X      | 1972-1974 | Ernesto Palacios de la Prida                  |
| XI     | 197-1976  | Rosendo Planas Ferret                         |
| XII    | 1975-1977 | Rosendo Planas Ferret                         |
| XIII   | 1973-1975 | Felipe Moreno Ramos                           |
| XIV    | 1976-1978 | Enrique Pascual Gras                          |
| XV     | 1978-1981 | Josep Garriga Nualart                         |
| XVI    | 1980-1982 | Santiango Bonay Toscas                        |
| XVII   | 1983-1986 | Josep Garriga Nualart                         |
| XVIII  | 1986-1992 | Josep Pons Ribot                              |
| XIX    | 1991-1994 | Ricardo Montecatine Rios                      |
| XX     | 1995-1999 | Ramon Garcia Orenes                           |
| XXI    | 2000-2003 | Pedro Drake Diez de Rivera                    |
| XXII   | 2003-2006 | Josep Mercadal Benejam                        |
| XXIII  | 2003-2005 | Francisco Muñoz Moreno                        |
| XXIV   | 2005-2007 | Ignacio Santos Crespo                         |
| XXV    | 2007-2009 | Javier Asturiano Molina                       |
| XXVI   | 2009-2011 | Javier Asturiano Molina                       |
| XXVII  | 2011-2013 | Francsico Velilla Velasco                     |
| XXVIII | 2013-2015 | Eduardo Miras Garcia                          |
| XXIX   | 2015-2017 | Francisco Tarrio Ocaña                        |
| XXX    | 2017-2019 | Juan Aguilar Garcia                           |
| XXXI   | 2019-2021 | Alberto Perez Lopez                           |
| XXXII  | 2021-2023 | Francisco Burgos Garbin                       |